# Diplopseustis constellata
Diplopseustis constellata là một loài bướm đêm trong họ Crambidae.